# 第47次長期滞在
第47次長期滞在（だい47じちょうきたいざい、英語: Expedition 47）は国際宇宙ステーションでの47回目の長期滞在である。
ユーリ・マレンチェンコ、ティム・ピークおよびティモシー・コプラは第46次長期滞在から移行した。第47次長期滞在は、2016年3月2日のソユーズTMA-18Mの出発で始まり、2016年6月18日のソユーズTMA-19Mの出発まで継続した。ソユーズTMA-20Mの乗組員は第48次長期滞在に移行した。

## クルー
| 役職                  | 第1期 (2016年3月)                              | 第2期 (2016年3月から2016年6月)                       |
| --------------------- | ---------------------------------------------- | ---------------------------------------------------- |
| 船長                  | ティモシー・コプラ、NASA 2回目で最後の宇宙飛行 | ティモシー・コプラ、NASA 2回目で最後の宇宙飛行       |
| 第1フライトエンジニア | ティム・ピーク、ESA 1回目                      | ティム・ピーク、ESA 1回目                            |
| 第2フライトエンジニア | ユーリ・マレンチェンコ、RSA 6回目              | ユーリ・マレンチェンコ、RSA 6回目                    |
| 第3フライトエンジニア |                                                | アレクセイ・オヴチニン、RSA 1回目                    |
| 第4フライトエンジニア |                                                | オレグ・スクリポチカ、RSA 2回目                      |
| 第5フライトエンジニア |                                                | ジェフリー・ウィリアムズ、NASA 4回目で最後の宇宙飛行 |

ソースSpacefacts

## ミッションのハイライト
2016年4月8日に打ち上げられたスペースX CRS-8ミッションで、ビゲロー拡張式活動モジュールが軌道上での2年間の居住認定のためにISSに届けられた。